# Liberté la nuit
Liberté la nuit è un film del 1984 diretto da Philippe Garrel.